# Saint-Maur (Jura)
Saint-Maur – miejscowość i gmina we Francji, w regionie Burgundia-Franche-Comté, w departamencie Jura.
Według danych na rok 1990 gminę zamieszkiwały 194 osoby, a gęstość zaludnienia wynosiła 30 osób/km² (wśród 1786 gmin Franche-Comté Saint-Maur plasuje się na 551. miejscu pod względem liczby ludności, natomiast pod względem powierzchni na miejscu 684.).